# Limpenhoe
Limpenhoe är en by i civil parish Cantley, Limpenhoe and Southwood, i distriktet Broadland, i grevskapet Norfolk i England. Byn är belägen 7 km från Acle. Limpenhoe var en civil parish fram till 1935 när blev den en del av Cantley. Civil parish hade 156 invånare år 1931. Byn nämndes i Domedagsboken (Domesday Book) år 1086, och kallades då Limpeho(u)/Linpeho.